# Heavy Metal
|  | Aquest article tracta sobre la pel·lícula del 1981. Si cerqueu el gènere rock, vegeu «heavy metal». |

Heavy Metal és un film d'animació per a adults de ciència-ficció i fantasia estrenat el 1981 dirigit per Gerald Potterton i produït per Ivan Reitman i Leonard Mogel, qui també va ser l'editor de la revista Heavy Metal, d'on sorgí la base per a la pel·lícula. El guió va ser escrit per Daniel Goldberg i Len Blum. La pel·lícula va ser la sisena pel·lícula d'animació que es presentà en Dolby surround.
La pel·lícula és una antologia de diverses històries de ciència-ficció i fantasia adaptades de la revista Heavy Metal i les històries originals en el mateix esperit. De la mateixa manera que la revista, la pel·lícula compta amb una gran quantitat de violència explicita, sexualitat i nus. La seva producció es va accelerar en tenir diverses cases d'animació que treballaven simultàniament en diferents segments, incloent CinéGroupe i Atkinson Film-Arts. El 2000 es publicà una seqüela titulada Heavy Metal 2000.

## Animació
La pel·lícula utilitza la tècnica d'animació de rotoscòpia en diverses preses. Aquest procés consta de models de la presa i actors, i després traçar el tir en una placa amb fins d'animació. El bombarder B-17 va rebre un tret utilitzant una rèplica de 10 peus, que va ser llavors animada. A més, Taarna la Taarakiana era rotoscopada, utilitzant el model de Toronto Carole Desbiens com a model per al personatge animat. La foto de la casa de l'explosió prop del final de la pel·lícula originalment havia de ser rotoscopada, però com que la data d'estrena de la pel·lícula fou moguda des de l'octubre / novembre al 7 d'agost de 1981, la manca de temps ho va impedir. Això es manté com l'única seqüència no animada de la pel·lícula.

## Estrena
La pel·lícula va ser estrenada el 7 d'agost de 1981, recaptant gairebé vint milions de dòlars.
La resposta crítica va ser generalment desdenyós amb alguns crítics fent comentaris positius. Revisió agregador Rotten Tomatoes informa que el 56% dels crítics han donat a la pel·lícula una crítica positiva basada en 27 comentaris, amb una qualificació mitjana de 5,6 / 10 i el consens crític: "És sexista, juvenil i antiquada, però Heavy Metal compensa les seues falles amb animacions al·lucinants i una clàssica, banda sonora utilitzada intel·ligentment. "
Janet Maslin de The New York Times ha assenyalat que la pel·lícula "es va puntuar molt bé, amb la música i molt menys ensordidor que el títol podria suggerir." l'historiador de cinema i crític Leonard Maltin va donar a la pel·lícula tres estrelles de 4 en la seva Movie Guide, cridant a la funció de "... desigual, però molt divertit al nivell d'adolescents sense sentit."
Abans de la publicació oficial en VHS i Laserdisc en 1996, la pel·lícula va ser reeditada en cinemes selectes el 8 de març, 1996 recaptant 550.000 dòlars. La posterior publicació en videoclubs va moure més d'un milió d'unitats.
La pel·lícula es distribuí en Blu-ray l'1 de febrer de 2011 exclusivament per Best Buy i va ser distribuïda més tard arreu el 14 de juny

## Banda sonora
Inusualment per a l'època, un LP de la partitura d'Elmer Bernstein fou publicat juntament amb la banda sonora en 1981, i es presentà per primer cop l'ús del compositor de les ones Martenot, un instrument que es va convertir en una marca de carrera posterior de Bernstein. El 13 de març de 2008, Film Score Monthly publicà un CD oficial, ampliat de la gravació que va dirigir Bernstein. La gravació es feu sobre la interpretació de la Royal Philharmonic Orchestra amb la London Voices i Jeanne Loriod a les ones Martenot.
Llista original de temes
1. "Den and the Green Ball" (03:17)
2. "Den Makes It" (02:49)
3. "Den and the Queen" (02:56)
4. "Den's Heroics" (02:52)
5. "Bomber and the Green Ball" (04:41)
6. "Space Love" (01:32)
7. "Harry and the Girl" (03:45)
8. "Tarna Summoned" (sic) (02:50)
9. "Flight" (02:20)
10. "Tarna Prepares" (sic) (03:35)
11. "Barbarians" (03:37)
12. "Tarna Forever" (sic) (03:37)

Llista de temes de la reedició
1. "Beginning" 1:16
2. "Intro to Green Ball" 1:18
3. "Discovery/Transformation (Den and the Green Ball)" 3:15
4. "Den Makes Out (Den Makes It)" 2:42
5. "Castrate Him/Searching for the Loc-Nar" 2:04
6. "Queen for a Day (Den and the Queen)" 2:54
7. "Pursuit (Den's Heroics)" 2:51
8. "Fiste" 1:27
9. "Getting Bombed" 3:06
10. "Green Ball" 2:15
11. "Dem Bones" 2:44
12. "No Alarm" 0:58
13. "Robot Love (Space Love)" 1:32
14. "Harry" 1:35
15. "The Next Morning" 1:56
16. "End of Baby" 2:43
17. "Council (Taarna Summoned)" 2:49
18. "The Flight to Temple (Flight)" 2:16
19. "The Sword (Taarna Prepares)" 3:32
20. "Flight to Holiday Town" 2:20
21. "Fighting" 2:43
22. "My Whips!/Taarna Escapes Pit" 4:57
23. "Finish (Taarna Forever)" 3:34

Temes extra
1. "Den Makes Out" (film version) 2:49
2. "Bomber and the Green Ball" (album edit) 4:35
3. "Harry and the Girl" (album edit) 3:41
4. "Barbarians" (album edit) 3:34

## Remake
El març de 2008, Variety va informar que Paramount Pictures estava a punt per fer una altra pel·lícula d'animació amb David Fincher "encapçalant el projecte". Kevin Eastman, qui és l'actual propietari i editor de Heavy Metal, dirigirà un segment, així com Tim Miller ", Blur Studio s'encarregarà de l'animació essent concebut com un film de classificació R (per a adults)".
El lloc web d'entreteniment IGN va anunciar, el 14 de juliol de 2008, el "nou projecte avantguardista de David Fincher ha patit un seriós revés després que va caure per Paramount, d'acord amb la revista Entertainment Weekly." No obstant això, Entertainment Weekly va citar a Tim Miller dient "David realment creu en el projecte. És només una qüestió de temps".
Al setembre de 2008, Eastman va ser citat dient: "Fincher en dirigeix una, Guillermo del Toro en vol dirigir una, Zack Snyder en vol dirigir una, Gore Verbinski en vol dirigir una." Es va informar que la pel·lícula havia estat traslladat a Columbia Pictures divisió de Sony (que havia publicat l'original) i tenia un pressupost de 50 milions de dòlars.
El juny de 2009, va dir Eastman "Tinc notícies que Fincher i James Cameron seran coproductors executius de la pel·lícula, Cameron dirigirà una. Mark Osborne i Jack Black de Tenacious D anaven a fer un segment de comèdia per a la pel·lícula."
No obstant això, la producció s'ha estancat indefinidament, ja que cap distribuïdor de la pel·lícula o de producció de l'empresa ha mostrat interès en la distribució o la producció de la nova versió des de Paramount Pictures va decidir renunciar a ser distribuïdor de la pel·lícula, que suposadament pensava que la pel·lícula era "massa pujada de to per a un públic majoritari ".
Al juliol de 2011, el cineasta Robert Rodríguez va anunciar al Comic-Con que havia comprat els drets cinematogràfics de Heavy Metal i planificat desenvolupar una nova pel·lícula d'animació en els nous estudis Quick Draw. No obstant això, l'11 de març de 2014, amb la formació de la seva pròpia cadena de televisió, El Rey, Rodríguez considera canviar de marxa i dur-la a la televisió.